# Carlos Muñoz
Carlos Muñoz (8 de setembre de 1959) és un exfutbolista mexicà.

## Selecció de Mèxic
Va formar part de l'equip mexicà a la Copa del Món de 1986.